# Solar dos Abacaxis
O Solar dos Abacaxis é uma instituição cultural autônoma e colaborativa, sem fins lucrativos, voltada à experimentação em arte e educação. Fundado em 2015 no Rio de Janeiro, o Solar dedica-se à reunião de indivíduos e coletivos em busca de um mundo mais justo, saudável, livre e afetuoso.
A maior missão do Solar dos Abacaxis é oferecer programação cultural e educativa, alcançando a formação de novos públicos, por meio da realização de sonhos de artistas.
Sua primeira sede foi em um casarão histórico localizado no bairro do Cosme Velho, na cidade do Rio de Janeiro, Brasil. É um dos mais importantes edifícios neoclássicos da cidade.
Em dezembro de 2022, o Solar dos Abacaxis inaugura nova sede, no Centro do Rio de Janeiro como um espaço de encontro, liberdade, educação e experimentação artística. Localizada na Rua do Senado, no coração da cidade, a nova sede conecta-se com as mais importantes instituições e espaços de criação da cidade, contribuindo para vitalidade cultural do Centro. 

## História e arquitetura da antiga sede no Cosme Velho
A casa foi construída em 1843 pelo comendador Borges da Costa, com projeto atribuído a José Maria Jacinto Rebelo, antigo aluno de Grandjean de Montigny e um dos principais arquitetos acadêmicos do Rio de Janeiro de então.
É um raro exemplar híbrido de chalé neoclássico. Da arquitetura acadêmica deriva o desenho do frontão triangular, os cunhais com capitéis estilizados e as estátuas sobre o telhado. Do romantismo arquitetônico deriva o friso decorado e a habitação no ático da casa, sob o telhado de duas águas. Esse ático é ventilado e iluminado por dois grandes janelões e duas pequenas janelas em forma de óculo. Outro aspecto pitoresco da decoração são os abacaxis de ferro forjado sobre os grades das sacadas das janelas do primeiro andar, que deram nome ao edifício. O casarão ocupa uma área de 1.200 metros quadrados em um terreno de 1.500 metros quadrados.
A partir de 1944, o solar foi habitado por Anna Amélia Carneiro de Mendonça, poetisa e bisneta do comendador Borges da Costa, e seu marido Marcos Carneiro de Mendonça, primeiro goleiro da seleção brasileira de futebol e historiador. O casal transformou o solar num ponto de encontro de artistas e intelectuais da época. Dentre os intelectuais frequentadores da residência, estavam personalidades como Assis Chateaubriand, Gilberto Freyre, Carlos Drummond de Andrade, Paulo Autran, Fernanda Montenegro, Tônia Carrero e Ítalo Rossi. O casarão foi tombado pelo Instituto Estadual do Patrimônio Cultural (INEPAC).
No ano de 2011, a casa foi invadida por uma série de vândalos que depredaram a casa. Em entrevista ao jornal carioca O Globo, Barbara uma das herdeiras do imóvel disse ao jornal “Minha filha esteve lá e voltou aos prantos. Foi um absurdo o que fizeram. Destruíram as peças só de maldade.”
Após mais de uma década com a casa fechada, um grupo de agentes culturais fundou o Instituto Solar dos Abacaxis que começou a abrir o casarão ao público com exposições de arte contemporânea. Entre os responsáveis pelo instituto estão o curador Bernardo Mosqueira e o arquiteto Adriano Carneiro de Mendonça, que conseguiram autorização dos trezes então proprietários do imóvel para garantir o funcionamento da casa. Em 2019, a Casa dos Abacaxis foi levada a um leilão judicial por dívidas de IPTU pregressas ao funcionamento do Instituto. Um grupo de apoiadores se formou ao redor da instituição e conseguir arrematar o imóvel. Porém, a pandemia de COVID-19 reforçou divergências entre o Instituto Solar dos Abacaxis e os novos proprietários da Casa dos Abacaxis quanto ao tipo de uso do espaço - fazendo com o Instituto deixasse a casa e se tornasse uma instituição nômade enquanto busca por uma nova sede na zona central da cidade. No espaço foram feitas mais de 40 exposições com mais de 300 artistas como Anna Bella Geiger, Adriana Varejão e Ernesto Neto. 